# Jリーグベストイレブン
Jリーグベストイレブンは、日本プロサッカーリーグ（Jリーグ）の各シーズンごとに最も優れた11人の選手に授与される賞。

## 概要
Jリーグの全日程終了後に開催されるJリーグアウォーズにて表彰される。同年J1リーグ戦17試合以上に出場した者から、Jリーグの監督・選手による投票結果を基に各ポジションの投票数の上位選手から「優秀選手賞」が選出され、その中から活躍が顕著だった選手11人（GKは1人）を選考委員会にて決定する。
最多受賞者は12回の遠藤保仁。在籍者ののべ受賞者数が最多のクラブは46人の川崎フロンターレ。
受賞者には正賞として、ブック型楯と賞金1,000,000円、副賞としてクリスタル・オーナメント、優秀選手賞受賞者には正賞として記念メダルが授与される。
2021年まではJ1リーグのみが受賞対象であったが、2022年からはJ2リーグ・J3リーグにもそれぞれ新設されることになった。

## 受賞者

### J1
| 年度 | GK                    | DF                                                                                               | MF | FW                                                                                                  |
| ---- | --------------------- | ------------------------------------------------------------------------------------------------ | --- | --------------------------------------------------------------------------------------------------- |
| 1993 | 松永成立 (横浜M)      | 大野俊三 (鹿島) 柱谷哲二 (V川崎) ペレイラ (V川崎) 井原正巳 (横浜M) 堀池巧 (清水)                 | サントス (鹿島) 本田泰人 (鹿島) ラモス瑠偉 (V川崎)                                                      | 三浦知良 (V川崎) ディアス (横浜M)                                                                   |
| 1994 | 菊池新吉 (V川崎)      | ペレイラ (V川崎) 井原正巳 (横浜M) 名塚善寛 (平塚)                                                | 柱谷哲二 (V川崎) 北澤豪 (V川崎) ラモス瑠偉 (V川崎) ビスマルク (V川崎) ベッチーニョ (平塚)               | 武田修宏 (V川崎) 高木琢也 (広島)                                                                    |
| 1995 | 菊池新吉 (V川崎)      | 相馬直樹 (鹿島) 井原正巳 (横浜M) ブッフバルト (浦和) 鈴木正治 (横浜M)                            | 柱谷哲二 (V川崎) ビスマルク (V川崎)                                                                     | 福田正博 (浦和) 三浦知良 (V川崎) ストイコビッチ (名古屋) 森島寛晃 (C大阪)                           |
| 1996 | 楢﨑正剛 (横浜F)      | 相馬直樹 (鹿島) 井原正巳 (横浜M) ブッフバルト (浦和)                                             | ジョルジーニョ (鹿島) 前園真聖 (横浜F) 山口素弘 (横浜F) 名波浩 (磐田)                                   | 三浦知良 (V川崎) ストイコビッチ (名古屋) 岡野雅行 (浦和)                                            |
| 1997 | 大神友明 (磐田)       | 相馬直樹 (鹿島) 井原正巳 (横浜M) 秋田豊 (鹿島)                                                   | ビスマルク (鹿島) 中田英寿 (平塚) 山口素弘 (横浜F) 名波浩 (磐田) ドゥンガ (磐田)                        | 中山雅史 (磐田) エムボマ (G大阪)                                                                    |
| 1998 | 楢﨑正剛 (横浜F)      | 相馬直樹 (鹿島) 田中誠 (磐田) 秋田豊 (鹿島)                                                      | 小野伸二 (浦和) 奥大介 (磐田) 藤田俊哉 (磐田) 名波浩 (磐田) ドゥンガ (磐田)                             | 中山雅史 (磐田) 柳沢敦 (鹿島)                                                                       |
| 1999 | 真田雅則 (清水)       | 中澤佑二 (V川崎) 斉藤俊秀 (清水) 森岡隆三 (清水)                                                 | 中村俊輔 (横浜FM) アレックス (清水) 伊東輝悦 (清水) 澤登正朗 (清水) 福西崇史 (磐田)                     | ストイコビッチ (名古屋) 黄善洪 (C大阪)                                                              |
| 2000 | 高桑大二朗 (鹿島)     | 秋田豊 (鹿島) 洪明甫 (柏) 松田直樹 (横浜FM)                                                      | 明神智和 (柏) 中村俊輔 (横浜FM) 稲本潤一 (G大阪) 森島寛晃 (C大阪)                                       | ツゥット (FC東京) 中山雅史 (磐田) 西澤明訓 (C大阪)                                                  |
| 2001 | ヴァンズワム (磐田)   | 大岩剛 (磐田) 秋田豊 (鹿島) 名良橋晃 (鹿島)                                                      | 小笠原満男 (鹿島) 福西崇史 (磐田) 藤田俊哉 (磐田) 服部年宏 (磐田) 中田浩二 (鹿島)                       | ウィル (札幌) 柳沢敦 (鹿島)                                                                         |
| 2002 | 曽ヶ端準 (鹿島)       | 鈴木秀人 (磐田) 田中誠 (磐田) 松田直樹 (横浜FM)                                                  | 小笠原満男 (鹿島) 福西崇史 (磐田) 藤田俊哉 (磐田) 名波浩 (磐田)                                         | エメルソン (浦和) 高原直泰 (磐田) 中山雅史 (磐田)                                                   |
| 2003 | 楢﨑正剛 (名古屋)     | 坪井慶介 (浦和) ドゥトラ (横浜FM) 中澤佑二 (横浜FM)                                              | 小笠原満男 (鹿島) 福西崇史 (磐田) 奥大介 (横浜FM) 遠藤保仁 (G大阪)                                      | エメルソン (浦和) ウェズレイ (名古屋) 久保竜彦 (横浜FM)                                             |
| 2004 | 土肥洋一 (FC東京)     | 田中マルクス闘莉王 (浦和) ドゥトラ (横浜FM) 中澤佑二 (横浜FM)                                    | 小笠原満男 (鹿島) 長谷部誠 (浦和) 奥大介 (横浜FM) 遠藤保仁 (G大阪)                                      | エメルソン (浦和) マルケス (名古屋) 大黒将志 (G大阪)                                                |
| 2005 | 吉田宗弘 (C大阪)      | ストヤノフ (千葉) 田中マルクス闘莉王 (浦和) 中澤佑二 (横浜FM)                                    | 小笠原満男 (鹿島) 阿部勇樹 (千葉) フェルナンジーニョ (G大阪) 遠藤保仁 (G大阪) 古橋達弥 (C大阪)          | アラウージョ (G大阪) 佐藤寿人 (広島)                                                                |
| 2006 | 川口能活 (磐田)       | 田中マルクス闘莉王 (浦和) 山口智 (G大阪) 加地亮 (G大阪)                                          | 鈴木啓太 (浦和) 阿部勇樹 (千葉) 中村憲剛 (川崎) 谷口博之 (川崎) 遠藤保仁 (G大阪)                        | ワシントン (浦和) マグノ・アウベス (G大阪)                                                          |
| 2007 | 都築龍太 (浦和)       | 岩政大樹 (鹿島) 田中マルクス闘莉王 (浦和) 山口智 (G大阪)                                         | 阿部勇樹 (浦和) 鈴木啓太 (浦和) ポンテ (浦和) 中村憲剛 (川崎) 遠藤保仁 (G大阪)                          | ジュニーニョ (川崎) バレー (G大阪)                                                                  |
| 2008 | 楢﨑正剛 (名古屋)     | 岩政大樹 (鹿島) 内田篤人 (鹿島) 中澤佑二 (横浜FM) 田中マルクス闘莉王 (浦和) 山口智 (G大阪)       | 中村憲剛 (川崎) 小川佳純 (名古屋) 遠藤保仁 (G大阪)                                                      | マルキーニョス (鹿島) 柳沢敦 (京都)                                                                 |
| 2009 | 川島永嗣 (川崎)       | 岩政大樹 (鹿島) 内田篤人 (鹿島) 田中マルクス闘莉王 (浦和) 長友佑都 (FC東京)                      | 小笠原満男 (鹿島) 石川直宏 (FC東京) 中村憲剛 (川崎) 遠藤保仁 (G大阪)                                    | 岡崎慎司 (清水) 前田遼一 (磐田)                                                                     |
| 2010 | 楢﨑正剛 (名古屋)     | 田中マルクス闘莉王 (名古屋) 増川隆洋 (名古屋) 槙野智章 (広島)                                    | 中村憲剛 (川崎) マルシオ・リシャルデス (新潟) 藤本淳吾 (清水) ダニルソン (名古屋) 遠藤保仁 (G大阪)      | 前田遼一 (磐田) ケネディ (名古屋)                                                                   |
| 2011 | 楢﨑正剛 (名古屋)     | 近藤直也 (柏) 酒井宏樹 (柏) 田中マルクス闘莉王 (名古屋)                                          | ジョルジ・ワグネル (柏) レアンドロ・ドミンゲス (柏) 藤本淳吾 (名古屋) 遠藤保仁 (G大阪) 清武弘嗣 (C大阪) | ハーフナー・マイク (甲府) ケネディ (名古屋)                                                         |
| 2012 | 西川周作 (広島)       | 駒野友一 (磐田) 田中マルクス闘莉王 (名古屋) 水本裕貴 (広島)                                      | レアンドロ・ドミンゲス (柏) 遠藤保仁 (G大阪) 青山敏弘 (広島) 髙萩洋次郎 (広島)                          | ウイルソン (仙台) 佐藤寿人 (広島) 豊田陽平 (鳥栖)                                                   |
| 2013 | 西川周作 (広島)       | 那須大亮 (浦和) 森重真人 (FC東京) 中澤佑二 (横浜FM)                                              | 中村俊輔 (横浜FM) 山口螢 (C大阪) 柿谷曜一朗 (C大阪) 青山敏弘 (広島)                                     | 大迫勇也 (鹿島) 大久保嘉人 (川崎) 川又堅碁 (新潟)                                                   |
| 2014 | 西川周作 (浦和)       | 太田宏介 (FC東京) 森重真人 (FC東京) 塩谷司 (広島)                                                | 柴崎岳 (鹿島) 武藤嘉紀 (FC東京) レオ・シルバ (新潟) 遠藤保仁 (G大阪)                                    | 大久保嘉人 (川崎) 宇佐美貴史 (G大阪) パトリック (G大阪)                                             |
| 2015 | 西川周作 (浦和)       | 槙野智章 (浦和) 太田宏介 (FC東京) 森重真人 (FC東京) 塩谷司 (広島)                                | 金崎夢生 (鹿島) 遠藤保仁 (G大阪) 青山敏弘 (広島)                                                        | 大久保嘉人 (川崎) 宇佐美貴史 (G大阪) ドウグラス (広島)                                              |
| 2016 | 西川周作 (浦和)       | 槙野智章 (浦和) 昌子源 (鹿島) 森重真人 (FC東京) 塩谷司 (広島)                                    | 阿部勇樹 (浦和) 柏木陽介 (浦和) 中村憲剛 (川崎) 齋藤学 (横浜FM)                                         | 小林悠 (川崎) レアンドロ (神戸)                                                                     |
| 2017 | 中村航輔 (柏)         | 西大伍 (鹿島) 昌子源 (鹿島) エウシーニョ (川崎) 車屋紳太郎 (川崎)                                | 中村憲剛 (川崎) 井手口陽介 (G大阪) 山口蛍 (C大阪)                                                       | 興梠慎三 (浦和) 小林悠 (川崎) 杉本健勇 (C大阪)                                                      |
| 2018 | 鄭成龍 (川崎)         | 西大伍 (鹿島) エウシーニョ (川崎) 車屋紳太郎 (川崎) 谷口彰悟 (川崎)                              | チャナティップ (札幌) 家長昭博 (川崎) 中村憲剛 (川崎) 大島僚太 (川崎)                                   | ジョー (名古屋) 黄義助 (G大阪)                                                                      |
| 2019 | 林彰洋 (FC東京)       | 室屋成 (FC東京) 森重真人 (FC東京) チアゴ・マルチンス (横浜FM)                                    | 橋本拳人 (FC東京) 喜田拓也 (横浜FM) アンドレス・イニエスタ (神戸)                                       | ディエゴ・オリヴェイラ (FC東京) 永井謙佑 (FC東京) 仲川輝人 (横浜FM) マルコス・ジュニオール (横浜FM) |
| 2020 | 鄭成龍 (川崎)         | 山根視来 (川崎) ジェジエウ (川崎) 谷口彰悟 (川崎) 登里享平 (川崎)                                | 家長昭博 (川崎) 田中碧 (川崎) 守田英正 (川崎) 三笘薫 (川崎)                                             | エヴェラウド (鹿島) オルンガ (柏)                                                                   |
| 2021 | ランゲラック (名古屋) | ジェジエウ (川崎) 谷口彰悟 (川崎) 山根視来 (川崎)                                                | 家長昭博 (川崎) 脇坂泰斗 (川崎) アンドレス・イニエスタ (神戸) 稲垣祥 (名古屋)                           | 旗手怜央 (川崎) レアンドロ・ダミアン (川崎) 前田大然 (横浜FM)                                       |
| 2022 | 高丘陽平 (横浜FM)     | 谷口彰悟 (川崎) 山根視来 (川崎) 岩田智輝 (横浜FM) 小池龍太 (横浜FM)                              | 家長昭博 (川崎) 脇坂泰斗 (川崎) 水沼宏太 (横浜FM)                                                       | マルシーニョ (川崎) エウベル (横浜FM) チアゴ・サンタナ (清水)                                       |
| 2023 | 西川周作 (浦和)       | アレクサンダー・ショルツ (浦和) マリウス・ホイブラーテン (浦和) 毎熊晟矢 (C大阪) 酒井高徳 (神戸) | 伊藤敦樹 (浦和) 脇坂泰斗 (川崎) 山口蛍 (神戸)                                                           | アンデルソン・ロペス (横浜FM) 大迫勇也 (神戸) 武藤嘉紀 (神戸)                                       |
| 2024 | 大迫敬介 (広島)       | 濃野公人 (鹿島) 中谷進之介 (G大阪) マテウス・トゥーレル (神戸) 佐々木翔 (広島)                   | マテウス・サヴィオ (柏)                                                                                 | 知念慶 (鹿島) アンデルソン・ロペス (横浜FM) 宇佐美貴史 (G大阪) 大迫勇也 (神戸) 武藤嘉紀 (神戸)      |

- 太字は最優秀選手賞受賞者。
- 複数のポジションでの受賞者は柱谷哲二 (DF:93、MF:94,95)、森島寛晃 (FW:95、MF:00)の2名。

### J2
| 年度 | GK                              | DF                                                                                            | MF                                                                                | FW                                                      |
| ---- | ------------------------------- | --------------------------------------------------------------------------------------------- | --------------------------------------------------------------------------------- | ------------------------------------------------------- |
| 2022 | 小島亨介 (新潟)                 | ヨルディ・バイス (岡山) 堀米悠斗 (新潟) 舞行龍ジェームズ (新潟)                               | 伊藤涼太郎 (新潟) 長谷川竜也 (横浜FC) 河原創 (熊本) 高木善朗 (新潟) 高宇洋 (新潟) | 小川航基 (横浜FC) 髙橋利樹 (熊本)                       |
| 2023 | 権田修一 (清水)                 | 宮原和也 (東京V) 鈴木義宜 (清水) リカルド・グラッサ (磐田)                                    | 田口泰士 (千葉) 森田晃樹 (東京V) 乾貴士 (清水) 平川怜 (熊本)                      | 小森飛絢 (千葉) エリキ (町田) フアンマ・デルガド (長崎) |
| 2024 | スベンド・ブローダーセン (岡山) | 福森晃斗 (横浜FC) ンドカ・ボニフェイス (横浜FC) 住吉ジェラニレショーン (清水) 山原怜音 (清水) | ユーリ・ララ (横浜FC) 乾貴士 (清水) マテウス・ジェズス (長崎)                     | 谷村海那 (いわき) 小森飛絢 (千葉) 田中和樹 (千葉)       |

- 太字は最優秀選手賞受賞者。

### J3
| 年度 | GK              | DF                                                                | MF                                                                  | FW                                                                          |
| ---- | --------------- | ----------------------------------------------------------------- | ------------------------------------------------------------------- | --------------------------------------------------------------------------- |
| 2022 | 内山圭 (藤枝)   | 安藤智哉 (今治) 家泉怜依 (いわき) 林堂眞 (富山) 広瀬健太 (鹿児島) | 嵯峨理久 (いわき) 日高大 (いわき) 横山暁之 (藤枝) 山下優人 (いわき) | 有田稜 (いわき) 有田光希 (鹿児島)                                           |
| 2023 | 辻周吾 (愛媛)   | 小川大空 (愛媛) 森下怜哉 (愛媛) 照山颯人 (今治)                   | 菊井悠介 (松本) 谷本駿介 (愛媛) 茂木駿佑 (愛媛)                     | 小松蓮 (松本) 浅川隼人 (奈良) 松田力 (愛媛) マルクス・ヴィニシウス (今治)   |
| 2024 | 笠原昂史 (大宮) | 市原吏音 (大宮) 浦上仁騎 (大宮) 市原亮太 (今治)                   | 大関友翔 (福島) 泉柊椰 (大宮) 小島幹敏 (大宮)                       | 塩浜遼 (福島) 杉本健勇 (大宮) 藤岡浩介 (岐阜) マルクス・ヴィニシウス (今治) |

- 太字は最優秀選手賞受賞者。

## 選手別受賞回数
- J1

| 選手名             | 回数 | 受賞年度                                                    | 受賞時所属クラブ                      | ポジション |
| ------------------ | ---- | ----------------------------------------------------------- | ------------------------------------- | ---------- |
| 遠藤保仁           | 12   | 2003,2004,2005,2006,2007,2008,2009,2010,2011,2012,2014,2015 | ガンバ大阪                            | MF         |
| 田中マルクス闘莉王 | 9    | 2004,2005,2006,2007,2008,2009,2010,2011,2012                | 浦和レッズ / 名古屋グランパス         | DF         |
| 中村憲剛           | 8    | 2006,2007,2008,2009,2010,2016,2017,2018                     | 川崎フロンターレ                      | MF         |
| 楢﨑正剛           | 6    | 1996,1998,2003,2008,2010,2011                               | 横浜フリューゲルス / 名古屋グランパス | GK         |
| 中澤佑二           | 6    | 1999,2003,2004,2005,2008,2013                               | ヴェルディ川崎 / 横浜F・マリノス      | DF         |
| 小笠原満男         | 6    | 2001,2002,2003,2004,2005,2009                               | 鹿島アントラーズ                      | MF         |
| 西川周作           | 6    | 2012,2013,2014,2015,2016,2023                               | サンフレッチェ広島 / 浦和レッズ       | GK         |
| 井原正巳           | 5    | 1993,1994,1995,1996,1997                                    | 横浜マリノス                          | DF         |
| 森重真人           | 5    | 2013,2014,2015,2016,2019                                    | FC東京                                | DF         |
| 相馬直樹           | 4    | 1995,1996,1997,1998                                         | 鹿島アントラーズ                      | DF         |
| 名波浩             | 4    | 1996,1996,1998,2002                                         | ジュビロ磐田                          | MF         |
| 秋田豊             | 4    | 1997,1998,2000,2001                                         | 鹿島アントラーズ                      | DF         |
| 中山雅史           | 4    | 1997,1998,2000,2002                                         | ジュビロ磐田                          | FW         |
| 福西崇史           | 4    | 1999,2001,2002,2003                                         | ジュビロ磐田                          | MF         |
| 阿部勇樹           | 4    | 2005,2006,2007,2016                                         | ジェフユナイテッド千葉 / 浦和レッズ   | MF         |
| 家長昭博           | 4    | 2018,2020,2021,2022                                         | 川崎フロンターレ                      | MF         |
| 谷口彰悟           | 4    | 2018,2020,2021,2022                                         | 川崎フロンターレ                      | DF         |